# Emilie Benes Brzezinski
Emilie Benes Brzezinski, geboren als Emilie Anna Benes (Genève, 21 januari 1932 – Jupiter (Florida), 22 juli 2022), was een Zwitserse-Amerikaanse beeldhouwster.

## Biografie
Emilie Benes studeerde aan Wellesley College in Massachusetts. Kort na haar studie trouwde ze met Zbigniew Brzeziński, een politicoloog en de later nationaal veiligheidsadviseur van president Jimmy Carter. Ze kreeg drie kinderen. Ze had in de jaren zeventig haar eerste solo-shows in Washington en New York. Verder exposeerde ze onder meer tijdens de Florence Biennale (2003) en een sculpture-biennale in Vancouver.
Haar kinderen zijn Mika Brzezinski, die journaliste werd voor MSNBC, Mark Brzezinski, die werkte onder president Bill Clinton in de Nationale Veiligheidsraad en later adviseur van Barack Obama werd, en Ian Brzezinski, die werkte voor senator John McCain.
Emilie Benes Brzezinski stierf op 22 juli 2022 op 90-jarige leeftijd.